# Tanda (Tango)
Eine Tanda (span.: eine Menge von …) ist ein Block von drei bis fünf Stücken gleicher musikalischer Gattung, die traditionellerweise auf einer klassischen Tango-Tanzveranstaltung, einer Milonga, gespielt werden. Sie besteht aus Stücken gleicher Gattung (Tango, Milonga, Vals criollo) und gleichen Stils. Zum Beispiel vom gleichen Orchester gespielt, aus der gleichen Zeit stammend, im gleichen Rhythmus gehalten und mit ähnlicher Stimmung (romantisch-melodiös, rhythmisch-energetisch, …).
Unterschiedliche Tandas werden durch eine Cortina (Tango), ein kurzes, nicht-tanzbares Musik-Fragment deutlich hörbar voneinander getrennt.

## Die Tanda-Dreifaltigkeit
Es hat sich eine Tanda-Dreifaltigkeit entwickelt. Man unterscheidet:
1. Tango-Tandas,
2. Milonga-Tandas und
3. Vals criollo-Tandas.

„Untersucht man, was zu den drei musikalischen Gattungen getextet und gesungen wird, so tut sich hier eine heimliche Dreifaltigkeit auf. Der normale Tango meldet meist eine Verlustanzeige und trauert. Ganz anders in der Milonga. Hier entdeckt er seine Kraft und Energie wieder. Im Vals blickt die Tangoseele nach oben. Der Blick richtet sich auf Transzendentes und die Tango-Seele beginnt zu schweben. Diese träumerisch-transzendente Grundstimmung im Vals erklärt möglicherweise die pure Schönheit vieler Vals-Melodien.“

Üblicherweise bestehen Tango-Tandas aus vier Titeln. Milonga-Tandas enthalten drei Stücke und Vals criollo-Tandas drei bis vier. Sie werden – von Cortinas getrennt – hintereinander abgespielt. Die Abfolge der Tandas ist häufig Tango – Milonga – Tango – Vals criollo – Tango usw., wobei gern zwei Tango-Tandas nacheinander zwischen den einzeln vorkommenden Milonga- bzw. Vals-Tandas gespielt werden.

## DieCortina, das Trennungs-Signal
Zwischen zwei Tandas wird traditionellerweise – etwa für 30 Sekunden – eine Cortina („Vorhang“) eingeschoben. Das heißt, es wird ein nicht mit Tangoschritten tanzbares Stück einer völlig anderen Musikgattung angespielt. Zum Beispiel eine Sequenz Flamenco, Rock ’n’ Roll, Jazz oder auch Klassische Musik …
Der Cortina kommt eine doppelte Funktion zu.
- Zum einen kündigt sie als Pausen-Signal den Tanda-Wechsel an. Von Tango zu Milonga und von Milonga zu Vals.

- Zum andern ist sie das Signal der Partner-Trennung. Tangueras und Tangueros sind angehalten, sich zu trennen. Während der Cortina-Pause begegnen sich auf diese Weise suchende Blicke.

Die Tänzer haben durch dieses Cortina-Signal der Pause und der Trennung die Möglichkeit, sich non-verbal durch Blickkontakt und Kopfnicken diskret gegenseitig aufzufordern, durch einen sogenannten Cabeceo.
So bilden sich zur nächsten Tanda neue Tanzpaare.

### Rolle der DJs
Es ist Aufgabe der DJs, Tandas und Cortinas für Tango-Tanzveranstaltungen zusammenzustellen. Gute DJs beobachten aufmerksam das Publikum und fangen die Stimmung im Saal ein. Je nachdem, wie die Milonga-Gäste auf seine Musikabfolgen reagieren, ändert der DJ gegebenenfalls die Reihenfolge der Tandas oder legt andere Stücke auf, die an diesem Abend besser ankommen.
Zum Abschluss einer Milonga ist es üblich, dass der DJ als letzten Tango La Cumparsita, el tango de los tangos, „den Tango aller Tangos“, auflegt. Dieses Stück ist das musikalische Signal, das den Tangueras und Tagueros anzeigt, dass die Veranstaltung ihrem Ende entgegengeht.
Die Milonga-Rituale sind in der deutschsprachigen Tango-Szene allerdings nicht einheitlich. Manche DJs verzichten auf Cortinas. Auch die Aufforderung zum Tanz durch Cabeceo ist nicht überall verbreitet.

### Tango-Tandas
- Tango-Tandas – nach Tango-Epochen sortiert
- Tango-Tandas – nach Orchester-Leitern sortiert

### Milonga-Tandas
- Milonga-Tandas

### Vals-Tandas
- Vals-Tandas A — C – auf Tangology101
- Vals Tandas D — K – auf Tangology101
- Vals Tandas L — Z – auf Tangology101

### Mixed Tandas
- Mixed Tandas
- Vorschläge für Tandas — An Annotated List of Tandas by Stephen Brown

### Rolle der DJs
- The DJ's Role
- Tango DJing
- Tandas